# 懷俄明州星谷聖殿
懷俄明星谷聖殿是懷俄明州星谷的耶穌基督後期聖徒教會的一座聖殿。星谷位於懷俄明州該教會的成員比例最高的林肯郡。這座聖殿於2016年開放。當時的教會總會會長多馬·孟蓀（Thomas S. Monson）於2011年10月1日宣布了建造這座聖殿的意圖。該聖殿與哥倫比亞巴蘭基亞，南非德班，剛果民主共和國金沙薩和普若佛市中心的聖殿同時宣布。宣布後，全世界的聖殿總數增加到166座。2016年投入使用時，它成為耶穌基督後期聖徒教會運行中的第154座聖殿。這是懷俄明州的第一座聖殿。
該聖殿位於懷俄明州雅富頓南邊的美國89號高速公路的東邊。2015年4月25日，奎格‧柯丁森長老（Craig C. Christensen）主持了聖殿的奠基儀式。 2016年9月23日至10月8日，不包括星期日，舉行了公眾開放日。該聖殿由使徒大衛·貝納（David A. Bednar）於2016年10月30日奉獻。
在2020年，因发生冠状病毒大流行而关闭了星谷怀俄明聖殿。 